# L'angelo scarlatto
L'angelo scarlatto (Scarlet Angel) è un film del 1952 diretto da Sidney Salkow.
È un film d'avventura a sfondo drammatico statunitense ambientato a New Orleans nel 1865. Vede come interpreti Rock Hudson, Yvonne De Carlo, Richard Denning e Amanda Blake. È un remake di L'ammaliatrice (The Flame of New Orleans) del 1941.

## Produzione
Il film, diretto da Sidney Salkow su una sceneggiatura di Oscar Brodney, fu prodotto da Leonard Goldstein per la Universal International Pictures e girato negli Universal Studios a Universal City in California e a San Francisco. Il primo regista scelto dalla produzione era stato Frederick de Cordova.

## Distribuzione
Il film fu distribuito con il titolo Scarlet Angel negli Stati Uniti dal 20 giugno 1952 (première a Los Angeles il 15 giugno 1952) al cinema dalla Universal Pictures.
Altre distribuzioni:
- nel Regno Unito il 21 luglio 1952
- in Danimarca il 24 novembre 1952
- in Australia il 20 febbraio 1953
- in Finlandia il 6 marzo 1953 (Punainen enkeli)
- in Svezia l'8 giugno 1953 (Röda ängelns saloon)
- in Germania Ovest il 21 agosto 1953 (Der rote Engel)
- in Austria nell'ottobre del 1953 (Der rote Engel)
- in Spagna il 17 aprile 1954 (El capitán Panamá)
- in Portogallo il 20 agosto 1954 (O Anjo Vermelho)
- in Brasile (Anjo Escarlate)
- in Grecia (O kokkinos angelos)
- in Francia (Une fille à bagarres)
- in Italia (L'angelo scarlatto)